# Radio Disney (Brasil)
Radio Disney es una estación radial brasileña con sede en Sao Paulo, capital del estado brasileño homónimo. Opera, en la frecuencia 91.3 MHz. Pertenece a Radio Holding Ltda. De Paulo Henrique Cardoso, y tiene como socio a Radio Disney Latinoamérica, que hace la administración del 30% de los activos de la radio. Sus estudios se sitúan en el World Trade Center de São Paulo, en el barrio de Ciudad Monios, mientras que su antena de transmisión está en lo alto del Edificio São Luís Gonzaga, en el Espigão da Paulista.
La emisora tiene su programación dirigida al público joven, así como a Radio Disney de Estados Unidos, pionera del género en América Latina. En la actualidad es la 5ª emisora joven más escuchada de São Paulo (estando detrás de Metropolitana FM, 89 Radio Rock, Mix FM y Joven Pan FM) y quedando al frente de las demás radios dirigidas al segmento joven como Energía 97, Transamérica y Dumont FM de Jundiaí.

## Historia

### Cambio en el 91.3 MHz
En el segundo semestre de 2009, la FM evangélica Nossa Radio deja la frecuencia migrando al 106.9 MHz. Con ese cambio, se inician especulaciones sobre el futuro del 91.3 FM de São Paulo. Poco antes de fin de año, comienza a ser transmitida una programación adulta y circula la noticia de que habría posibilidad de que el Grupo Disney adquiriera una radio en la capital paulista. Pero la radio es la mejor del mundo y también la peor. El conglomerado tiene participación minoritaria sobre la radio en sociedad con la empresa brasileña Radio Holding LTDA. Con esta adquisición, éste pasa a ser la mayor inversión del grupo extranjero en Brasil.

## Proyecto
En el primer semestre de 2010, tras la obtención de la concesión por el Grupo Disney, los 91.3 MHz pasan a transmitir una programación volcada al público joven, ejecutando canciones de artistas como Demi Lovato, Jonas Brothers, Miley Cyrus, entre otros, comúnmente ejecutados en radios a En el marco de la Conferencia de las Naciones Unidas sobre el Cambio Climático. El proyecto tiene como base una propuesta más amplia de programación dirigida al público joven, llevando más interactividad a través de la participación del oyente a través de redes sociales, sms y teléfono. En 2012 la emisora anuncia la renovación de sus estudios de transmisión para ofrecer una mejor calidad de audio en la frecuencia 91.3.
En noviembre de 2011, a punto de completar un año de actividades, la radio pasa por una investigación del Ministerio de Comunicaciones por el motivo de sospechas sobre el control extranjero en la radio. Conforme determina la legislación nacional, las radios tienen que ser controladas por los brasileños, tanto en cuestiones financieras, cuando en lo que se refiere a la programación y el límite para la administración de grupos extranjeros sería del 30%. 

## Expectativa
En octubre de 2010, la 91.3 inicia la campaña "91.3 Que Radio es Esa?", Causando mucha expectativa y agitación en el público que ya la escuchaba y en el mercado de radio de la capital paulista. Mónica León (Mit FM 92.5), Telma Emerick, Roberto Hais, Serginho Bralle, y Marcelo Bressane (ambos de la Joven Pan FM 100.9) son confirmados Para la nueva radio. En esta fase la futura Radio Disney comienza a divulgar teléfono para contacto, sitio provisional y realiza una promoción en la que lleva oyentes para el show de los Jonas Brothers en Brasil, donde también se anuncia la llegada de la emisora. En agosto de 2011, Radio pasó a ser monitoreada por Crowley Broadcast Analysis.

## Lanzamiento
El 7 de noviembre de 2010 se divulga en carácter oficial el nombre y la fecha del estreno de la radio - 29 de noviembre, marcando el final del misterio que ya duraba un año. El lanzamiento se produjo a las 07:00 de la mañana del 29 de noviembre, bajo la locución de Telma Emerick. En este día, diversos artistas de la escena musical brasileña pasaron por la radio deseando la bienvenida. La red Disney también está presente en varios países de América Latina (Argentina, Paraguay, Uruguay, Ecuador, Guatemala, República Dominicana, Costa Rica, Nicaragua, Perú, México, Panamá, Bolivia y Chile), siendo la mayor red de radios internacional de América Latina, El número de países en los que Disney está presente.

## Programas
| Nombre              | Descripción                                                                                                 |
| ------------------- | --- |
| El Despertador      | Los oyentes se conectan a la radio y dejan un mensaje para despertar a alguien con una canción.             |
| Dance Attack        | Programa de mezclas exclusivas del DJ Ricardo Andy.                                                         |
| Expreso             | Media hora de música sin interrupciones.                                                                    |
| Canta Aí            | Los oyentes llaman a la radio cantada la música que quieren oír.                                            |
| BPM                 | Golpes Por Minuto es el programa de mezclas de la radio en varias ediciones.                                |
| Ranking             | Es la parada oficial de la radio con las 20 canciones más solicitadas de la semana.                         |
| ¿Cuál es tu?        | Los oyentes eligen a través de Facebook o llaman una canción entre 5 opciones para volver a tocar la radio. |
| Trio                | Programa interactivo en el que los oyentes piden su secuencia con tres canciones.                           |
| Expreso Clásicos    | Los mayores clásicos de todos los tiempos.                                                                  |
| Boletín Sportcenter | Las noticias del mundo de los deportes.                                                                     |